# 陶红
陶红（1969年5月11日—），重庆忠县人，中国大陆女演员。

## 生平
1969年，陶红出生于重庆忠县新立。4岁（一说6岁）时随母亲到宁夏银川。11岁考入宁夏艺术学校。1993年毕业于中央戏剧学院表演系。毕业后在中国青年艺术剧院工作。

## 家庭
父亲是银川大学的教授。

## 作品

### 电影
- 《第三种温暖》
- 《筏子客》
- 《追赶太阳的人》
- 《女杀手》
- 《女警官》
- 《生活秀》：根据池莉的同名小说改编，饰吉庆街上卖鸭颈的来双扬
- 《跆拳道》
- 《38℃》：非典背景下的爱情故事影片。扮演了一位时尚前卫、神经质的空姐
- 《夏日暖洋洋》饰 赵圆
- 《公主复仇记》饰 周筱兰
- 《帝企鹅日记》配音
- 2020《天道王》
- 2024《泪光中的妈妈》
- 2024《手拉手》饰 寇晓燕

### 电视剧
- 1993年《东方商人》(22集)
- 1994年《国际航班》
- 1995年《妇产医院》
- 1996年《中英街》
- 1996年《运河人家》
- 1997年《你在哪里逗留》
- 1997年《大清特使》
- 1998年《有梦不觉夜长》
- 1998年《海有多宽》
- 1999年《陆小凤之决战前后》饰 欧阳情
- 2001年《策马啸西风》
- 2001年《黑洞》
- 2001年《風云:雄霸天下》飾 楚楚
- 2002年《你没有理由不疯》
- 2002年《真情玫瑰》
- 2002年《换个活法》
- 2003年《与谁共眠》
- 2004年《康定情歌》飾 李金秀/木雅康珠
- 2004年《梧桐相思雨》
- 2004年《奇妙女孩》
- 2005年《褡褳王爺》飾 紫燕、朱麗
- 2007年《笨小孩》饰 汪星月
- 2009年《康百万》饰 周若兰
- 2011年《傻春》饰 赵素春
- 2012年《九河入海》飾 唐玉蘭
- 2015年《我们家的微幸福生活》
- 2015年《家有大姐》
- 2020年《三叉戟》飾  张华
- 2020年《破茧》(网络剧)饰 文慧
- 2021年《山海情》饰  得福妈
- 2021年《理想照耀中国》饰 方母
- 2021年《八角亭谜雾》(网络剧)饰 邱文静(客串)
- 2022年《我最爱的家人》饰 冯战花
- 2023年《繁华似锦》饰 张亚男
- 2023年《恋恋红尘》(网络剧)
- 2025年《三叉戟2》飾  张华
- 待播《奇迹》飾 王姐

### 话剧
《捉刀人》、《在这个家庭里》、《爱情蚂蚁》等

### 歌曲
- 《陆小凤之决战前后》 片尾曲《为了他》
- 《策马啸西风》 主题曲《罢了, 罢了》
- 《风云》 插曲《风吹云散》
- 《38℃》 主题曲《笑了》

## 奖项与提名
| 年份   | 颁奖典礼                             | 奖项         | 作品                                | 结果 |
| ------ | ------------------------------------ | ------------ | ----------------------------------- | ---- |
| 1998年 | 第八届北京文联春燕奖                 | 最佳女主角   | 《运河人家》                        | 獲獎 |
| 2002年 | 第六届上海国际电影节金爵奖           | 最佳女演员   | 《生活秀》                          | 獲獎 |
| 2002年 | 第八届中国电影华表奖                 | 优秀女演员   | 《生活秀》                          | 獲獎 |
| 2002年 | 第22届中国电影金鸡奖                 | 最佳女主角   | 《生活秀》                          | 獲獎 |
| 2003年 | 第九届中国电影表演艺术学会奖金凤凰奖 | 表演学会奖   | 《生活秀》                          | 獲獎 |
| 2004年 | 第24届中国电影金鸡奖                 | 最佳女主角   | 《跆拳道》                          | 提名 |
| 2004年 | 第10届中国电影华表奖                 | 优秀电影歌曲 | 《笑了》 （电影《三十八度》主题曲） | 獲獎 |
| 2005年 | 第10届香港电影金紫荆奖               | 最佳女配角   | 《公主复仇记》                      | 提名 |
| 2009年 | 第46届台湾电影金马奖                 | 最佳原创歌曲 | 《遇见》 （电影《米香》主题曲）     | 獲獎 |
| 2010年 | 第17届北京大学生电影节               | 最佳女演员   | 《米香》                            | 獲獎 |

## 外部連結
- 陶红的新浪博客
- 陶红的新浪微博
- 中国国家话剧院网站--陶红